# Hidróxido de prata
O Hidróxido de prata é um composto químico de fórmula química AgOH. É um composto instável que parece existir apenas em pequenas concentrações em solução. Tem tendência para se converter em óxido de prata, que é um pó fino preto ou marrom que é usado para preparar outros compostos de prata.
Ag2O  +  H2O →  2 Ag+  +  2 OH−  logK = −7.71